# Лялино (Юкаменський район)
Ля́лино (рос. Лялино) — присілок у складі Юкаменського району Удмуртії, Росія.
Населення — 6 осіб (2010; 9 в 2002).
Національний склад (2002):
- удмурти — 89 %